# Ignacy z Lakoni
Ignacy z Laconi (Vicenzo Peis) OFMCap (ur. 10 grudnia 1701 r. w Laconi, zm. 11 maja 1781 r. w Cagliari) – kapucyn, święty katolicki.
Do zakonu wstąpił w 1721 r.; od 1741 r. spełniał obowiązek kwestarza we wspólnocie Braci Mniejszych Kapucynów w Cagliari. Odznaczał się szczególnym kultem do Matki Bożej; cieszył się sławą cudotwórcy; beatyfikowany w 1940 r. przez papieża Piusa XII, kanonizowany w 1951 r. (jako pierwszy Sardyńczyk); jego wspomnienie liturgiczne przypada 11 maja. W ikonografii przedstawiany na modlitwie przed figurą Najświętszej Maryi Panny, z atrybutami kwestarza: laską i workiem kwestarskim na ramieniu.

## Powołanie
Vincenzo Peis urodził się 10 XII 1701 r. w Laconi (w języku sardyńskim Làconi) na Sardynii, w rodzinie rolniczej. Był słabej budowy ciała, nie posiadał żadnego wykształcenia i nie chodził do żadnej szkoły. Po urodzeniu jego matka ofiarowała go św. Franciszkowi. W głębi serca pragnęła, żeby jej syn należał do Zakonu Franciszkańskiego, ale ojciec był temu przeciwny. Gdy Vincenzo ciężko zachorował, w krytycznym momencie przyrzekł Bogu, że jeżeli wyzdrowieje wstąpi do zakonu kapucynów. W wieku 20 lat udał się do furty klasztornej w Cagliari i prosił o przyjęcie do wspólnoty. Początkowo prowincjał, o. Franciszek Mazia Cagliari, uznał go za niezdolnego do prowadzenia surowego życia we wspólnocie kapucyńskiej. Dopiero po wstawiennictwie markiza Gabriela Aymericha przełożeni zgodzili się, aby Vincenzo został przyjęty do nowicjatu.

## W zakonie
10 IX 1721 r. Vicenzo Peis został obłóczony w habit i otrzymał imię zakonne Ignacy. 11 XI 1722 r. złożył pierwszą profesję zakonną. Przez dwa lata spełniał obowiązki kucharza we wspólnocie kapucynów w Cagliari. Swoją posługę kontynuował w klasztorze w Iglesias, gdzie również pomagał w ogrodzie i w zbieraniu jałmużny. Przez pewien czas przebywał na wyspie San Antioco. Po powrocie do Cagliari troszczył się o sukno na habity. W wieku 40 lat powierzono mu obowiązek kwestarza, który pełnił przez kolejnych 40 lat. Zmarł 11 V 1781 r., w piątek o godzinie piętnastej. Pochowany został w kościele św. Antoniego z Padwy w Cagliari, pod ołtarzem Matki Bożej.

## Duchowość i świadectwo życia
Przez 40 lat życia, brat Ignacy był kwestarzem, czyli zajmował się zbieraniem jałmużny dla wspólnoty zakonnej, ale również dla ubogich, którzy co dzień przychodzili do klasztornej furty. Chodził również z darami do tych, którzy potrzebowali, ale wstydzili się przyjść do klasztoru prosić o pomoc. Gdy pewnego roku zapanował głód i gwardian martwił się czy będzie co jeść, brat Ignacy powiedział mu: „Bóg zatroszczy się o nas. Trzeba się modlić”. Po modlitwie udał się z pomocnikiem na kwestę i kazał mu nazbierać kamieni i zanieść z powrotem do klasztoru. Gdy wracając do domu przechodził przez furtę, kamienie zamieniły się w pachnący chleb. Ignacemu z Laconi przypisuje się wiele cudów, w tym uzdrawianie z chorób, czytanie w myślach, przepowiadanie przyszłości. 
Br. Ignacy odznaczał się radykalnym ubóstwem, tak jak założyciel jego zakonu, św. Franciszek z Asyżu. Posiadał jeden habit, jego łóżkiem było kilka zwykłych desek, a pod głowę kładł sobie drewniany klocek. Po jego śmierci, w celi zakonnej znaleziono zaledwie kilka przedmiotów: biczownicę, różaniec, księgę reguły zakonnej. W procesie kanonizacyjnym podkreślano jego szczególny umiar w jedzeniu i wstrzemięźliwość w spaniu. Wystarczały mu trzy godziny snu na twardych deskach. Oprócz doskonałego zachowywania ubóstwa i czystości wypełniał też dokładnie ślub posłuszeństwa, o którym mówił: „Posłuszeństwo zakonne powinno być ślepe i ochocze”.	
Szczególną cechą duchowości Ignacego była jego cześć do Matki Bożej, która objawiała się w częstym odmawianiu różańca. Podczas kwesty uczył prawd wiary, opowiadał o świętych i propagował różaniec. 

## Beatyfikacja i kanonizacja
Beatyfikacja Ignacego odbyła się dopiero 16 VI 1940 roku. Tak długi proces beatyfikacyjny był spowodowany przedłużającą się wojną domową we Włoszech oraz represjami, które dotknęły kapucynów na Sardynii. 13 V 1940 roku doczesne szczątki błogosławionego Ignacego, które mimo upływu 160 lat nie uległy rozkładowi, zostały umieszczone w marmurowym sarkofagu z napisem: „W prostocie i niewinności swego serca kroczył wobec Boga po wszystkie dni swego życia”. W październiku 1951 roku Pius XII ogłosił Ignacego z Lakoni świętym Kościoła katolickiego.